# Tchernavino
Tchernavino (en russe : Чернавино) est un hameau situé dans le raïon de Volkhov, dans l'oblast de Leningrad en Russie européenne. Le hameau dépend administrativement du village de Staraïa Ladoga. Il est situé sur la rive droite de la rivière Ladoga, en face de Staraïa Ladoga.    

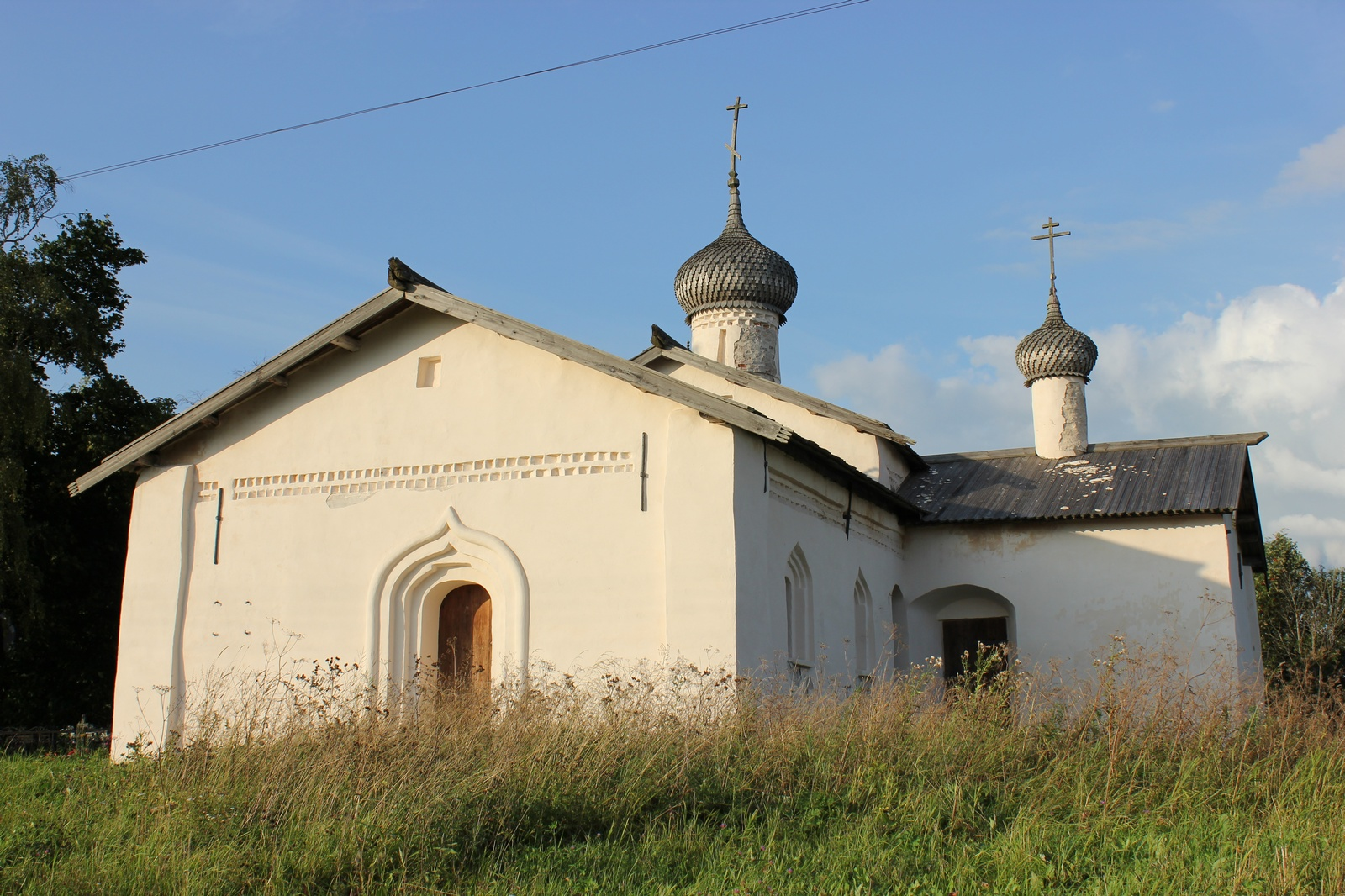
Église Vassili Kessariski (ancien monastère de Vassili) à Tchernavino

## Histoire
En 1555, à la place du village actuel se trouvait un monastère.